# Walter Boyd
Walter Boyd (ur. 1 stycznia 1972 w Kingston) – piłkarz jamajski grający na pozycji napastnika.

## Kariera klubowa
Karierę piłkarską Boyd rozpoczął w Stanach Zjednoczonych w 1992 roku w zespole Colorado Foxes. W jego barwach występował w rozgrywkach American Professional Soccer League i dwukrotnie w latach 1992 i 1993 zostawał jej mistrzem. W Colorado grał do końca 1996 roku, a w 1997 roku wrócił na Jamajkę. Został piłkarzem Arnett Gardens ze stolicy kraju, Kingston. Tu z kolei występował przez dwa sezony.
Latem 1999 Boyd wyjechał do Wielkiej Brytanii. Został zawodnikiem walijskiego Swansea City, ale grającego w angielskiej Division Three. W 2000 roku awansował z tym klubem do Division Two. W Swansea grał do końca sezonu 2000/2001.
Latem 2001 Boyd wrócił do Arnett Gardens. W 2001 i 2002 roku został z nim mistrzem kraju, a w tym drugim przypadku dodatkowo dotarł do finału CFU Club Championship. W 2004 roku przeszedł do Constant Spring FC, a w 2006 został piłkarzem Naggo Head. Od 2007 roku ponownie występował w Arnett Gardens. W 2010 roku zakończył tam karierę.

## Kariera reprezentacyjna
W reprezentacji Jamajki Boyd zadebiutował w 1991 roku. W 1998 roku został powołany przez selekcjonera René Simõesa do kadry na Mistrzostwa Świata we Francji. Tam zagrał w trzech spotkaniach jako rezerwowy: przegranych 1:3 z Chorwacją i 0:5 z Argentyną oraz wygranym 2:1 z Japonią. Ostatni mecz w "Reggae Boyz" rozegrał w lipcu 2001 roku przeciwko Saint Kitts i Nevis (0:0). Ogółem w drużynie narodowej wystąpił 66 razy i zdobył 19 goli.